# Rachel DiPillo
Rachel Katherine DiPillo (* 26. Januar 1991 in Flint, Michigan) ist eine US-amerikanische Schauspielerin. Bekanntheit erlangte sie vor allem durch die Rolle der Dr. Sarah Reese aus der Serie Chicago Med und deren Crossover-Serien.

## Leben und Karriere
Rachel DiPillo wurde in der Stadt Flint, im US-Bundesstaat Michigan, geboren. Sie wuchs anschließend in der Nähe von Nashville, in Tennessee, auf. Frühzeitig war sie an Kunst und dem Schauspiel interessiert. Während ihres letzten High-School-Jahres wurde sie von einem Casting-Agent, der für Disney tätig war, entdeckt. Er legte ihr nahe sich auf eine Schauspielausbildung zu fokussieren. Innerhalb eines Jahres nach ihrem Umzug nach Kalifornien bekam sie erste Film- und Fernsehrollen. Ihre erste Rolle vor der Kamera übernahm sie 2009 in der Serie Big Time Rush, in der sie bis 2010 in sieben Episoden auftrat. Erstmals in einem Film war sie im Jahr 2010 im Musical-Drama Elle: Sing für Deinen Traum in einer kleinen Rolle zu sehen. Noch im selben Jahr wurde sie für die Serie The Gates als Lexi Wade in einer Nebenrolle besetzt, die allerdings nach nur einem Jahr eingestellt wurde. Anschließend trat sie in den Serien Law & Order: LA Hawthorne, The Ropes, Revenge, Bones – Die Knochenjägerin, Emily Owens, Mad Men und Navy CIS in Gastrollen auf. 2013 war sie in der Webserie Wendy als Fawn in einer Nebenrolle zu sehen. 2014 wurde sie vom Backstage Magazine auf den fünften Platz der Top-30 der aufstrebenden Jungdarsteller gesetzt.
2014 spielte DiPillo als Laura eine zentrale Rolle im Independentfilm Hello, My Name Is Frank. 2015 wurde sie als Andie in einer kleinen Rolle in der ersten Staffel von Jane the Virgin besetzt. Darüber hinaus stand sie für eine Pilotfolge des US-Pendants zur britischen Comedyserie Cuckoo beim Sender NBC vor der Kamera. Die Serie ging schließlich nicht in die Produktion. Von 2015 bis 2018 war sie in der Rolle der Dr. Sarah Reese Teil der Hauptbesetzung der ersten drei Staffeln der Serie Chicago Med. In dieser Rolle war sie auch in den Serien Chicago Fire und Chicago P.D. zu sehen.

## Filmografie (Auswahl)
- 2009–2010: Big Time Rush (Fernsehserie, 7 Episoden)
- 2010: Elle: Sing für Deinen Traum (Elle: A Modern Cinderella Tale)
- 2010: The Gates (Fernsehserie, 7 Episoden)
- 2011: Law & Order: LA (Fernsehserie, Episode 1x14)
- 2011: Love Bites (Fernsehserie, Episode 1x06)
- 2011: Hawthorne (Fernsehserie, Episode 3x05)
- 2011: Wendy (Webserie, 9 Episoden)
- 2012: The Ropes (Fernsehserie, 2 Episoden)
- 2012: Revenge (Fernsehserie, 2 Episoden)
- 2012: Werwolf – Das Grauen lebt unter uns (Werewolf: The Beast Among Us)
- 2012: Bones – Die Knochenjägerin (Bones, Fernsehserie, Episode 8x09)
- 2012: Commencement
- 2013: Emily Owens (Emily Owens, M.D., Fernsehserie, Episode 1x08)
- 2014: Mad Men (Fernsehserie, 2 Episoden)
- 2014: Hello, My Name is Frank
- 2015: Navy CIS (NCIS, Fernsehserie, Episode 12x12)
- 2015: Jane the Virgin (Fernsehserie, 4 Episoden)
- 2015–2017: Chicago Fire (Fernsehserie, 2 Episoden)
- 2015–2018: Chicago Med (Fernsehserie, 62 Episoden)
- 2016: Summer of 8
- 2016: Recovery
- 2016: Edgar Allan Poe’s Murder Mystery Dinner Party (Miniserie, Episode 1x11)
- 2016–2017: Chicago P.D. (Fernsehserie, 2 Episoden)
- 2021: Hello, My Name Is Frank